# جوستين ماكورميك
جوستين ماكورميك (بالإنجليزية: Heath McCormick)‏ هو لاعب كرلنغ أمريكي، ولد في 7 أغسطس 1976 في لانسنغ في الولايات المتحدة.

## وصلات خارجية
- جوستين ماكورميك على موقع الاتحاد الدولي للكرلنغ (الإنجليزية)
- جوستين ماكورميك على موقع اللجنة الأولمبية والبارالمبية الأمريكية (الإنجليزية)